# Челсі Сміт
Че́лсі Маріа́м Перл Сміт (англ. Chelsi Mariam Pearl Smith; нар. 23 серпня 1973, Редвуд-Сіті, Каліфорнія, США — пом. 8 вересня 2018, США) — американська фотомодель, акторка, співачка та телеведуча. Переможниця конкурсів краси Міс США 1995 та Міс Всесвіт 1995 року.

## Життєпис
Народилася в місті Редвуд-Сіті, у родині 19-річних батьків Крейга Сміта та Деніз Трімбл. Її батьки розлучилися, коли їй було два роки. Її мати була алкоголічкою і залишила Челсі бабусі та дідусю — Барні і Джанетту Сміт.
Коли їй було сім років, Челсі переїхала з бабусею і дідусем по материнській лінії до міста Кінгвуд (штат Техас), де бабуся і дідусь також розлучилися. Закінчила Deer Park High School у Дір-Парку. До перемоги на Міс США вона була другокурсницею в San Jacinto College.

## Міс Техас
1994 року Челсі Сміт вперше брала участь у конкурсі краси. Тоді стала півфіналісткою Міс Техас, як Міс Південний Схід Техас. У тому ж році перемогла Міс округ Галвестон США і отримала титул «Міс Конгеніальність». Челсі є першою мультирасовою американкою, що володіла титулом в історії конкурсу.

## Міс США
Вона представляла штат на національному конкурсі краси Міс США 1994 року, який транслювався в прямому ефірі Південний острів Падре. Її сусідкою по кімнаті була Брітт Пауелл, яка представляла штат Міссурі.
Челсі Сміт стала явною фавориткою конкурсу, увійшовши до числа півфіналісток першою. Стала четвертою представницею штату, пройшовши до півфіналу, але з більш високими балами, ніж її суперниці. Пройшла з легкістю вихід у купальниках та інтерв'ю з високими балами, ставши першою в Топ 6. Як незаперечний лідер, вона домінувала два тури змагань.
Коли запитали, що змінила б в образі Першої леді як консультант, вона відповіла: «Я б не стала змінювати її образ. Вірю в те, хто я є, і я побачила сьогодні 50 учасниць, які вірять в те, хто вони. І думаю, вона не зробила б це, якщо не була самою собою. Я дійсно вважаю, що вона повинна залишатися такою, яка вона є». Її відповідь вразила суддів, що дало їй високі бали. Стала сьомою учасницею, яка завоювала титул Міс США і нагороду «Міс Конгеніальність». Ставши єдиною, хто завоював титул Міс США, Міс Техас і спеціальну нагороду.
Після конкурсу брала участь в Колесі Фортуни і виносила нагороди на People's Choice Awards.

## Міс Всесвіт
Після національного конкурсу Челсі Сміт брала участь у міжнародному конкурсі краси Міс Всесвіт, який пройшов у Віндгуку (Намібія). За підсумками конкурсу вона отримувала високі бали, які дозволили їй увійти до Топ-10 фіналісток. Отримала корону вперше за останні 15 років участі США на Міс Всесвіт.

## Після конкурсів краси
Моделлю працювала в Hawaiian Tropic, Jantzen, Pontiac, Venus Swimwear, Pure Protein та в інших компаніях. З'явилася у Мартін, Строго на південь і в документальному фільмі телеканалу TLC The History of the Bathing Suit.
За підтримки World Music Entertainment/Sony написала і записала з продюсером Деймон Елліотт, пісню «Dom Da Da». Частина саундтрек для фільму Милашка з Камерон Діас у головній ролі .
2003 року Челсі Сміт знялася в незалежному фільмі «Playas Ball» з Аллен Пейн та Еліз Ніл. Також взяла участь з Бейонсе у зйомках фільму Beyonce: Family and Friends Tour і показаного на HBO фільмі One Flight Stand з Марком Блукасом та Аїшею Тайлер. Була суддею на конкурсі краси Юна Міс США.
28 грудня 1996 року Челсі Сміт вийшла заміж за фітнес-тренера Келлі Блера. 11 вересня 2001 року вони розлучилися.
2011 року їй була вручена нагорода Influential Multiracial Public Figure.
2016 року була суддею на конкурсі краси Міс Перу 2016, що проходив у Ecological Center and Studios of America Television Production (Пачакамак, Ліма, Перу).

## Смерть
Челсі Сміт померла від раку печінки 8 вересня 2018 року. Хворобу було діагностовано навесні 2017 року.